# Театр Pipinó (альбом)
Театр Pipinó — перший повноцінний і другий загалом альбом гурту Vivienne Mort, що з'явився в лютому 2013 року.

## Про альбом
Альбом, для запису якого використовували виключно живі інструменти, було записано на студії звукозапису «Revet Sound». У процесі запису альбом доповнювався, змінювався, і врешті-решт вийшов зовсім інший альбом. Саундпродюсером виступив колишній учасник гурту ТОЛ — Сергій Любинський, відомий під псевдонімом KNOB.
На підтримку альбому відбувся всеукраїнський тур, під час якого гурт виступив у Чернівцях, Хмельницькому, Львові, Києві, Житомирі, Луцьку, Кам'янці-Подільському, Тернополі, Дніпропетровську, Полтаві, Сумах та Івано-Франківську.
Назву альбому музиканти пояснили наступним чином:
|  | Я — частина лісу, де кожне дерево вкопане в свою тінь. Я дерево. Поки росте темрява за твоєю спиною, встигни згадати, з ким ти дружив у вісім років. Де ти тепер, Малий Піпіно? Спати не можу — стільки про тебе думаю… |

Автором текстів та музики, крім першої та останньої, виступила Даніела Заюшкіна, аранжування відбувалося учасниками гурту — Глібом, Олександром і Дмитром. Автором обкладинки виступив Billy Wood.

## Список пісень
| #  | Назва                 | Тривалість |
| -- | --------------------- | ---------- |
| 1. | «Перейди, місяцю»     | 2:22       |
| 2. | «ГГПТКН»              | 4:20       |
| 3. | «День, коли святі»    | 6:26       |
| 4. | «Камінсорі»           | 4:45       |
| 5. | «Сліди маленьких рук» | 4:53       |
| 6. | «Остання роль»        | 3:14       |
| 7. | «Голубка»             | 4:09       |
| 8. | «Ірен»                | 3:46       |
| 9. | «Зірочка»             | 2:55       |

## Учасники запису
- Даніела Заюшкіна-Лапчикова — вокал, фортепіано
- Гліб Проців — ударні
- Діма Коляда — бас-гітара
- Олександр Лєжньов — клавішні